# 31. Internationale Sechstagefahrt

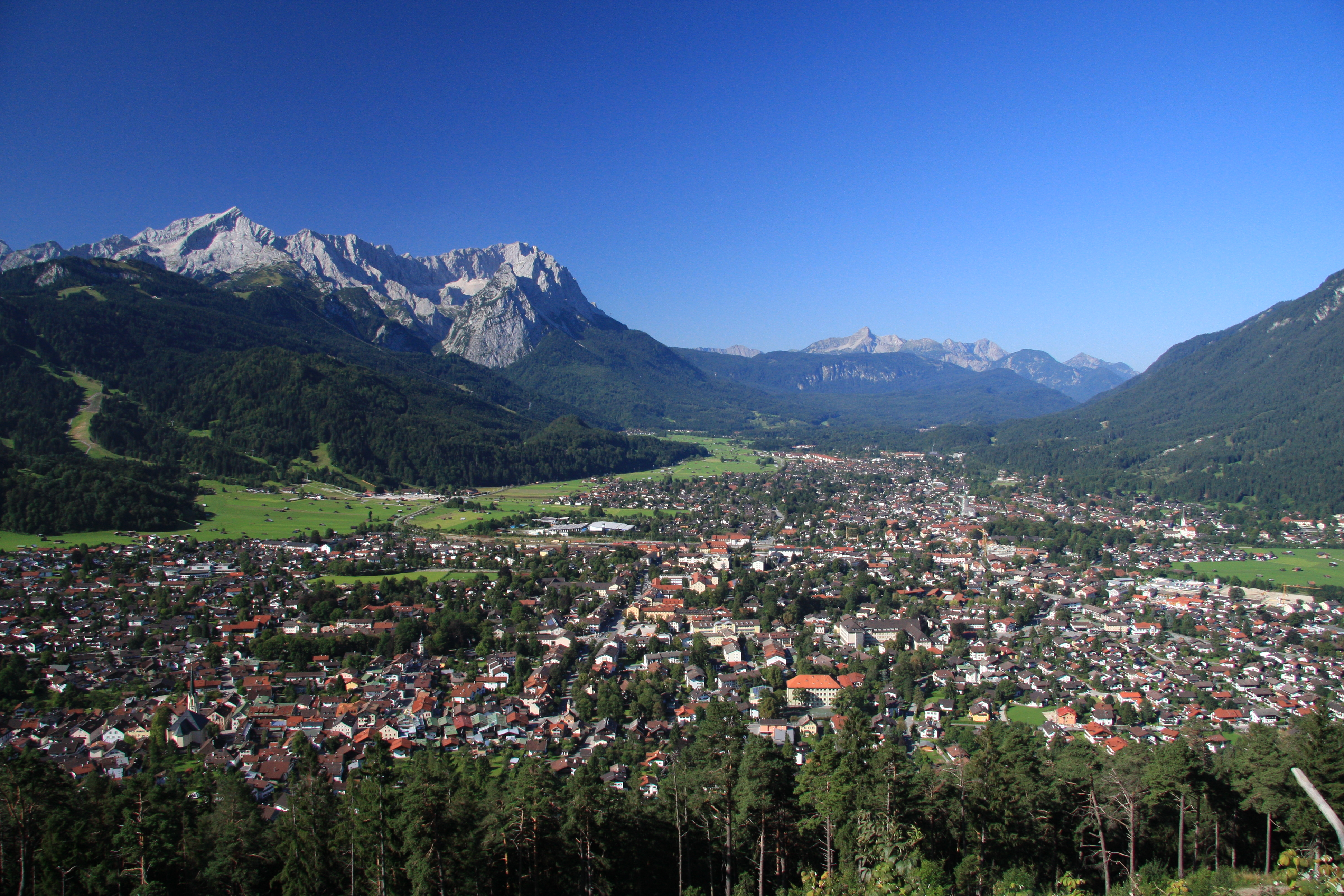
Garmisch-Partenkirchen, Start und Zielort der einzelnen Etappen

Die 31. Internationale Sechstagefahrt war ein Motorrad-Geländesportwettbewerb, der vom 17. bis 22. September 1956 in Garmisch-Partenkirchen und dem Werdenfelser Land stattfand. Die Nationalmannschaft der Tschechoslowakei konnte zum vierten Mal die World Trophy gewinnen. Die Silbervase ging zum fünften Mal an die Niederlande.

## Wettkampf

### Organisation
Die Veranstaltung fand zum zweiten Mal in Garmisch-Partenkirchen statt, nachdem bereits die 16. Internationale Sechstagefahrt (1934) hier ausgetragen wurde.
Für den Wettkampf waren 320 Fahrer von 19 Motorsportverbänden der FIM gemeldet. Um die World Trophy fuhren Mannschaften aus sieben Nationen. Zudem waren 29 Silbervasen-, 42 Fabrik- und 21 Club-Mannschaften am Start.
Die BRD und Österreich nahmen an der World Trophy teil. Zudem waren die BRD und die Schweiz mit jeweils zwei und Österreich mit einer Silbervasenmannschaft am Start. Ferner nahmen vier bundesdeutsche und eine Schweizer Clubmannschaft teil.

### 1. Tag
Von den 320 gemeldeten Fahrern nahmen 313 den Wettkampf auf.
Nach dem ersten Fahrtag lagen in der World Trophy die Mannschaften aus Großbritannien, Italien, Schweden, der Tschechoslowakei, der UdSSR und der BRD strafpunktfrei gleichauf. Das österreichische Team lag auf dem 7. Platz (58 Strafpunkte).
In der Silbervasenwertung waren die Mannschaften Belgiens (A und B), Großbritanniens (A und B), Italiens (A und B), der Niederlande (A und B), Polens (A und B), Schwedens (A und B), der Tschechoslowakei (A und B), der UdSSR (A und B) und der BRD (A und B) noch ohne Strafpunkte und lagen gleichauf. Die B-Mannschaft der Schweiz lag auf dem 17. Platz (17 Strafpunkte). In der österreichischen Mannschaft schied mit Günther Rajnoch bereits der erste Fahrer aus, was fortan täglich 100 Strafpunkte bedeutete, das Team lag auf dem 21. Platz. In der A-Mannschaft der Schweiz schied Herbert Teuber aus, für die Mannschaft bedeutete dies Platz 22.
In der Clubwertung waren alle vier bundesdeutschen Mannschaften noch ohne Strafpunkte und lagen damit gleichauf mit sechs weiteren Clubmannschaften. In der Mannschaft Föderation der Motorradfahrer der Schweiz schied Hurni Walter aus, das Team lag auf dem 16. Platz (gleichauf mit einer Clubmannschaft).
30 Fahrer schieden aus dem Wettbewerb aus.

### 2. Tag
In der World Trophy waren die Mannschaften aus Großbritannien, Schweden und der Tschechoslowakei noch ohne Strafpunkte und lagen gleichauf. Das österreichische Team belegte Platz 5 (86 Strafpunkte). Im bundesdeutschen Team wurde Gerhard Bodmer disqualifiziert, nachdem bei einer Maschinenkontrolle festgestellt wurde, dass er regelwidrig mit einem fremden Motorrad fuhr. (Seine DKW war liegengeblieben und nicht wieder in Gang zu bringen. Er tauschte im Verborgenen abseits der Strecke mit dem Fahrer Herbert Ott unter Mithilfe von Betreuern, die die Startnummer überpinselten.) Die Mannschaft lag auf dem 6. Platz.
In der Silbervasenwertung waren die Mannschaften Großbritanniens (B), der Niederlande (A und B), Polens (A und B), der Tschechoslowakei (B), der UdSSR (B) und der BRD (A) noch ohne Strafpunkte und lagen gleichauf. In der B-Mannschaft der Schweiz schied André Romailler aus, die Mannschaft belegte der 23. Platz. Österreich belegte den 24. Platz. In der A-Mannschaft der Schweiz schied mit Josef Grass der zweite Fahrer aus, das Team lag damit auf dem 25. Platz.
In der Clubwertung waren die bundesdeutschen Teilnehmer ADAC Gau Nordbayern II und ADAC Gau Württemberg noch strafpunktfrei und lagen damit gleichauf mit einer weiteren Clubmannschaft (Dum Armady Praha). Die Föderation der Motorradfahrer der Schweiz lag auf dem 19. Platz.
23 Fahrer schieden aus dem Wettbewerb aus.

### 3. Tag
In der World Trophy waren die Mannschaften Großbritanniens und der Tschechoslowakei noch ohne Strafpunkte und lagen gleichauf. Das österreichische Team belegte Platz 5, die BRD Platz 6.
In der Silbervasenwertung waren die Mannschaften Großbritanniens (B), der Niederlande (A und B), Polens (A), der Tschechoslowakei (B), der UdSSR (B) und der BRD (A) noch ohne Strafpunkte und lagen gleichauf. Die B-Mannschaft der BRD lag auf Platz 18 (gleichauf mit der A-Mannschaft Schwedens). Österreich belegte den 22. Platz. Die B-Mannschaft der Schweiz belegte den 23. und die A-Mannschaft – nachdem mit Josef Hofmann der dritte Fahrer ausgeschieden war – den 27. Platz.
In der Clubwertung war als einziger bundesdeutscher Teilnehmer ADAC Gau Nordbayern II weiterhin noch ohne Strafpunkte und lag damit gleichauf mit Dum Armady Praha. Auf dem dritten Platz folgte Krajsky Automobilklub Praha (1 Strafpunkt). Die Föderation der Motorradfahrer der Schweiz belegte den 19. Platz.
25 Fahrer schieden aus dem Wettbewerb aus.

### 4. Tag
Am Ende des vierten Fahrtags führte in der World Trophy das einzig noch strafpunktfreie Team der Tschechoslowakei vor Italien und Großbritannien. Das deutsche Team lag auf dem 5. Platz. In der Mannschaft Österreichs schied Sigmund Husar aus, das Team lag auf Platz 6.
In der Silbervasenwertung waren die Mannschaften Großbritanniens (B), der Niederlande (B), Polens (A), der Tschechoslowakei (B) und der BRD (A) noch ohne Strafpunkte und lagen gleichauf. Die B-Mannschaft der BRD lag auf Platz 18, Österreich belegte den 23. Platz. Die B-Mannschaft der Schweiz belegte den 24. und die A-Mannschaft den 27. Platz.
Die Clubwertung führte Dum Armady Praha vor C.W.K.S. und Krajsky Automobilklub Bratislava an. Beste deutsche Clubmannschaft war das Team ADAC Gau Nordbayern I auf dem 5. Platz. Die Föderation der Motorradfahrer der Schweiz lag auf dem 18. Platz.
14 Fahrer schieden aus dem Wettbewerb aus.

### 5. Tag
Die Zwischenstände nach dem fünften Fahrtag: In der World Trophy führte weiter das strafpunktfreie Team der Tschechoslowakei vor Italien und Großbritannien. Das deutsche Team lag auf dem 5., die Mannschaft Österreichs auf dem 6. Platz.
In der Silbervasenwertung waren die Mannschaften Großbritanniens (B), der Niederlande (B), Polens (A), der Tschechoslowakei (B) und der BRD (A) noch ohne Strafpunkte und lagen gleichauf. Die B-Mannschaft der BRD lag auf Platz 16, Österreich belegte den 23. Platz. Die B-Mannschaft der Schweiz belegte den 24. und die A-Mannschaft den 27. Platz.
Die Clubwertung führte Dum Armady Praha vor C.W.K.S. und Krajsky Automobilklub Bratislava an. Beste deutsche Clubmannschaft war das Team ADAC Gau Nordbayern I auf dem 5. Platz. Die Föderation der Motorradfahrer der Schweiz lag auf dem 18. Platz.
16 Fahrer schieden aus dem Wettbewerb aus.

### 6. Tag
Am letzten Tag wurde eine Etappe und das Abschlussrennen (Geschwindigkeitstest) gefahren.
Drei Fahrer schieden aus dem Wettbewerb aus. Von 313 am ersten Tag gestarteten Fahrern erreichten 202 das Ziel.

## Endergebnisse

### World Trophy
| Platz | Team                   | Strafpunkte |
| ----- | ---------------------- | ----------- |
| 1.    | Tschechoslowakei       | 0           |
| 2.    | Italien                | 1           |
| 3.    | Vereinigtes Königreich | 300         |
| 4.    | Schweden               | 438         |
| 5.    | BR Deutschland         | 500         |
| 6.    | Österreich             | 530         |
| 7.    | Sowjetunion            | 1848        |

### Silbervase
| Platz | Team                                  | Strafpunkte | Gut-Punkte |
| ----- | ------------------------------------- | ----------- | ---------- |
| 1.    | Niederlande (B-Mannschaft)            | 0           | 2073,8     |
| 2.    | BR Deutschland (A-Mannschaft)         | 0           | 2042,2     |
| 3.    | Tschechoslowakei (A-Mannschaft)       | 4           | 1889,8     |
| 4.    | Polen (A-Mannschaft)                  | 0           | 1284,4     |
| 5.    | Tschechoslowakei (B-Mannschaft)       | 0           | -          |
| 6.    | Niederlande (A-Mannschaft)            | 3           | -          |
| 7.    | Vereinigtes Königreich (B-Mannschaft) | 100         | -          |
| 8.    | Finnland                              | 145         | -          |
| 9.    | Polen (B-Mannschaft)                  | 232         | -          |
| 10.   | Sowjetunion (B-Mannschaft)            | 264         | -          |
| 11.   | Rumänien                              | 265         | -          |
| 12.   | Schweden (B-Mannschaft)               | 267         | -          |
| 13.   | Italien (B-Mannschaft)                | 302         | -          |
| 14.   | Sowjetunion (A-Mannschaft)            | 356         | -          |
| 15.   | BR Deutschland (B-Mannschaft)         | 500         | -          |
| 16.   | Italien (A-Mannschaft)                | 653         | -          |
| 17.   | Vereinigtes Königreich (A-Mannschaft) | 704         | -          |
| 18.   | Schweiz (B-Mannschaft)                | 753         | -          |
| 19.   | Belgien (B-Mannschaft)                | 756         | -          |
| 19.   | Bulgarien (B-Mannschaft)              | 756         | -          |
| 21.   | Belgien (A-Mannschaft)                | 774         | -          |
| 22.   | Schweden (A-Mannschaft)               | 800         | -          |
| 23.   | Österreich                            | 899         | -          |
| 24.   | Irland (B-Mannschaft)                 | 1111        | -          |
| 25.   | Bulgarien (A-Mannschaft)              | 1224        | -          |
| 26.   | Irland (A-Mannschaft)                 | 1402        | -          |
| 27.   | Schweiz (A-Mannschaft)                | 1569        | -          |
| 28.   | Spanien (A-Mannschaft)                | 1910        | -          |
| 29.   | Spanien (B-Mannschaft)                | 2300        | -          |

### Clubmannschaften
| Platz | Team                                      | Strafpunkte |
| ----- | ----------------------------------------- | ----------- |
| 1.    | Dum Armady Praha                          | 0           |
| 2.    | C.W.K.S.                                  | 15          |
| 3.    | Krajsky Automobilklub Praha               | 25          |
| 4.    | Krajsky Automobilklub Bratislava          | 26          |
| 5.    | AMK Warschau                              | 53          |
| 6.    | ADAC Gau Nordbayern I                     | 148         |
| 7.    | ADAC Gau Nordbayern II                    | 300         |
| 8.    | Military B                                | 416         |
| 9.    | ADAC Gau Württemberg                      | 422         |
| 10.   | Schwedischer Militärsportverband          | 527         |
| 11.   | Gruppo Sportivo Fiamme d`Oro              | 628         |
| 12.   | Norsk Motor Klubb, Oslo I                 | 651         |
| 13.   | Civil Service Motoring Association        | 704         |
| 14.   | Military A                                | 807         |
| 15.   | Norsk Motor Klubb, Oslo II                | 914         |
| 16.   | ADAC Gau Südbayern                        | 1000        |
| 17.   | Föderation der Motorradfahrer der Schweiz | 1113        |
| 18.   | Birmingham MCC                            | 1140        |
| 19.   | UdSSR                                     | 1406        |
| 20.   | West Middlesex Amateur                    | 1428        |
| 21.   | Sunbeam MCC                               | 1570        |